# タラワ (強襲揚陸艦)
タラワ (USS Tarawa, LHA-1) は、「Eagle of the Sea」の異名を持つアメリカ海軍の強襲揚陸艦。タラワ級強襲揚陸艦のネームシップ。艦名は第二次世界大戦中のタラワへの上陸作戦に因んで命名された。その名を持つ艦としては2隻目である。
5隻からなる新しいクラスの最初の艦で汎用強襲揚陸艦 (Amphibious Assault Ships (General Purpose)) として従来の強襲揚陸艦 (LPH) 、ドック型輸送揚陸艦 (LPD) 、 攻撃貨物輸送艦 (LKA) 、 ドック型揚陸艦 (LSD) の4つの異なった種類の揚陸艦の機能を併せ持つ。これによって海兵1個大隊を装備と共に搭載する揚陸艇やヘリコプター、あるいは双方の組み合わせによって迅速かつ立体的に揚陸できる。

## 艦歴
タラワはミシシッピ州パスカグーラのリットン・インガルス造船所で1972年に起工し、1973年12月1日に進水、オードリー・B・カッシュマン（前海兵隊司令官トーマス・J・カッシュマンの妻）によって命名され、初代艦長ジェームズ・H・モリス大佐の元、1976年5月29日に就役した。
1976年7月7日にパスカグーラを出航しパナマ運河に向かった。7月16日に運河を通過しメキシコのアカプルコに立ち寄った後、8月6日にカリフォルニア州サンディエゴに到着した。1976年の残りの間、南カリフォルニアの演習海域で公試と慣熟訓練と試験を行った。
1977年の前半はカリフォルニアの海岸で訓練に従事していた。8月13日に試験後の調整の為ロングビーチ海軍造船所に1978年7月15日まで入渠。続く4ヵ月半の間、海兵隊員が乗り組み再び徹底的な訓練が行われ、1978年の終わりには訓練を終えた。
最初の展開は1979年に行われ、AV-8B ハリアーIIの運用試験は成功裏に終了し、400人のベトナム難民を南シナ海に於いて救出した。
二度目の展開は1980年に行われた。1983年に行われた三度目の展開の時にはベイルートの国連平和維持活動の支援を行ない、その後も何度か同様の任務を行った。
1990年の12月から、13隻からなる両用戦部隊の旗艦として砂漠の嵐作戦に加わり、 クウェートに対する強襲揚陸を行うと見せかける為にシーソルジャーIV上陸演習を1月に行った。しかし2月24日に海兵隊は遥か南で陸路サウジアラビアとの国境を越えた。
1991年の5月にバングラデシュにサイクロンの被災者に対する人道援助活動として米と浄水器を送り届けた。
1992年の航海では、香港、シンガポール、ペルシャ湾、ソマリア、オーストラリアに寄航した。
2000年10月半ば、ホルムズ海峡を通過してペルシャ湾に入る途中アーレイ・バーク級ミサイル駆逐艦のコール (USS Cole, DDG-67) が襲撃された。その報を聞くとタラワは直ちにイエメンのアデン港に全速力で向い、ミサイル駆逐艦ドナルド・クック (USS Donald Cook, DDG-75)　およびミサイルフリゲートハウズ (USS Hawes, FFG-53)、マールボロと合流。すでに行われていた補給支援と港湾警備などに加え、旗艦としての任に当たった。後にはこの艦隊にポーハタン級艦隊航洋曳船カトーバ (USS Catawba, ATF-168) 、高速戦闘支援艦カムデン (USS Camden, AOE-2)、ドック型揚陸艦アンカレッジ (USS Anchorage, LSD-36)、ドック型輸送揚陸艦ダルース (USS Duluth, LPD-6) 等も加わった。
2008年5月2日、タラワ、 ポート・ロイヤル (USS Port Royal, CG-73) 、ホッパー (USS Hopper, DDG-70)、率いる遠征打撃群(Tarawa ESG)が半年間に渡る"テロとの闘い"の任務を終了し帰還した。
2009年3月31日、退役。
2024年4月30日、海軍の登録簿から除籍された。
2024年7月19日、環太平洋合同演習リムパック2024で標的艦として最後の務めを果たし、ハワイ沖に沈没した。最後は、B-2爆撃機から発射された、新型の安価な誘導爆弾「クイックシンク」の標的となったものであった。